# Holosternus distans
Holosternus distans es una especie de coleóptero de la familia Salpingidae.

## Distribución geográfica
Habita en Guatemala.